# Galeus priapus
Galeus priapus  (лат.) — вид рода пилохвостов, семейства кошачьих акул (Scyliorhinidae). Обитает у берегов Новой Календонии и Вануату. Максимальный размер 46 см.

## Таксономия
Первые образцы Galeus priapus были получены в 1990-х годах, в ходе ряда исследовательских экспедиций, проводимых в Индийском и Тихом океанах Исследовательским институтом развития совместно с Национальный музеем естественной истории. Бернард Сере и Питер Ласт описали новый вид в 2008 году в выпуске научного журнала Zootaxa. Видовоеназвание дано в честь Приапа, греческого бога плодородия, что связано с очень длинными птеригоподиями у самцов. Типовой образец представлял собой половозрелого самца длиной 39 см, пойманного у берегов Новой Каледонии 30 марта 1994 года. Внутри рода пилохвостов этот вид больше всего напоминает Galeus gracilis.

## Ареал и среда обитания
G. priapus является донным видом, который обитает на склонах подводных гор и подводных хребтах у берегов Новой Каледонии между островами Луайоте и Норфольк Ридж на глубине 620¬—830 м и у острова Эспириту-Санто, Вануату, на глубине 262—352 м.

## Описание
Максимальная длина 43 см. У Galeus priapus длинная голова. Маленькие овальные глаза вытянуты по горизонтали и расположены высоко на голове. Они оснащены рудиментарным третьим веком, позади глаз имеются крошечные дыхальца. Под глазами расположены небольшие выступы. Ноздри разделены треугольными кожными складками. Крупный рот изогнут в виде широкой арки, по углам расположены глубокие борозды. На каждой челюсти имеются по 60 зубов. Каждый зуб оснащён центральным остриём и 1—2 латеральными маленькими зубцами. Имеется пять пар жаберных щелей.
Основание первого спинного плавника находится над второй половиной брюшных плавников. Основание второго спинного плавника находится над серединой основания анального плавника. Первый спинной плавник больше второго. Грудные плавники большие, с закруглёнными концами. Брюшные плавники небольшие и довольно широкие. У самцов имеются очень длинные птеригоподии, которые составляют 10—12 % от общей длины тела. Анальный плавник невелик, длина его основания составляет 8—10 % от общей длины тела. Хвостовой плавник длинный с маленькой нижней лопастью и вентральной выемкой возле кончика верхней лопасти. Тело покрыто мелкими, перекрывающими друг друга плакоидными чешуйками, каждая из которых имеет форму короны с горизонтальным хребтом и тремя маргинальными зубчикам. На передней части дорсального края хвостового плавника имеется характерный пилообразный гребень, сформированный крупными чешуйками. Окрас разных оттенков серого цвета. На передней половине каждого спинного плавника имеется тёмное седловидное пятно, два таких пятна имеются на хвосте. Передние края грудных плавников окрашены в чёрный цвет. Задние края спинных и анального плавников беловатые. Брюхо светлое, без отметин. Нёбо чёрное, а остальная внутренняя поверхность рта окрашена в белый цвет.

## Биология и экология
Самцы и достигают половой зрелости при длине 39 см.